# Herrarnas ringar i gymnastik vid olympiska sommarspelen 2024
Herrarnas ringar i gymnastik vid olympiska sommarspelen 2024 avgjordes den 27 juli och 4 augusti 2024 i Percy Arena i Paris. 62 gymnaster från 26 nationer deltog i kvalet varifrån 8 idrottare från 7 nationer tog sig till finalen. Det var 26:e gången grenen fanns med i ett OS. Den introducerades vid olympiska spelen 1896 och den har funnits med i varje OS sedan 1924.
Herrarnas ringar avgjordes i två rundor, kval och final. I kvalrundan, som fungerade som kval för alla grenar inom manlig artistisk gymnastik, rankades de 62 gymnasterna som genomförde en övning i ringar för grenen och de som hamnade på de första 8 platserna, med max två från samma nation, tog sig vidare till finalen. I finalen raderades kvalets resultat och gymnasterna återigen genomförde en övning.
I finalen kunde den regerande OS-mästaren Liu Yang försvara sin titel och vinna guldet med 15,300 poäng. Silvret gick till Zou Jingyuan på 15,233 poäng och Eleftherios Petrounias vann bronset med 15,100 poäng.

## Deltagare
Totalt fanns det 96 kvotplatser till manlig artistisk gymnastik vid OS 2024. De nationella olympiska kommittérna kunde kvalificera med max 5 gymnaster (plus tre reserver).
De 12 nationerna som kvalificerade sig till lagtävlingen fick skicka 5 gymnaster var till tävlingen, vilket totalt var 60 av 96 kvotplatser. De nationerna var de tre bästa lagen vid världsmästerskapen i artistisk gymnastik 2022 (Kina, Japan och Storbritannien) och de nio bästa lagen (exklusive de som redan kvalificerat sig) vid världsmästerskapen 2023 (USA, Kanada, Tyskland, Italien, Schweiz, Spanien, Turkiet, Nederländerna och Ukraina).
De återstående 36 kvotplatserna delades ut individuellt.  Dessa platser fylldes genom olika kriterier baserade på bland annat världsmästerskapen 2023, FIG:s världscupserie i artistisk gymnastik 2024 och kontinentala mästerskap.
De 96 gymnasterna i herrarnas artistisk gymnastik hade rätt att delta i alla grenars kval förutom lagmångkampen. 62 gymnaster valde att kvala i ringar och av dem tog sig 8 till finalen.

## Schema
Alla tider är CET.
| Datum     | Tid   | Omgång | Grupp   |
| --------- | ----- | ------ | ------- |
| 27 juli   | 11:00 | Kval   | grupp 1 |
| 27 juli   | 15:30 | Kval   | grupp 2 |
| 27 juli   | 20:00 | Kval   | grupp 3 |
| 4 augusti | 15:00 | Final  | –       |

## Kval
Av de 62 deltagande gymnasterna i ringars kval tog sig de åtta bästa, plus tre reserver, till finalen. Max två gymnaster från varje nation kunde gå till finalen.
| D-poäng | = Svårighetsgrad (Difficulty) |
| E-poäng | = Genomförande (Execution)    |

| Plac.     | Gymnast                      | D-poäng | E-poäng | Straff | Totalt | Anm. |
| --------- | ---------------------------- | ------- | ------- | ------ | ------ | ---- |
| 1         | Zou Jingyuan (CHN)           | 6,4     | 8,900   |        | 15,300 | Q    |
| 2         | Liu Yang (CHN)               | 6,4     | 8,833   |        | 15,233 | Q    |
| 3         | Samir Aït Saïd (FRA)         | 6,1     | 8,866   |        | 14,966 | Q    |
| 4         | Glen Cuyle (BEL)             | 6,3     | 8,600   |        | 14,900 | Q    |
| 5         | Adem Asil (TUR)              | 6,4     | 8,466   |        | 14,866 | Q    |
| 6         | Eleftherios Petrounias (GRE) | 6,3     | 8,500   |        | 14,800 | Q    |
| 7         | Vahagn Davtyan (ARM)         | 6,0     | 8,733   |        | 14,733 | Q    |
| 8         | Harry Hepworth (GBR)         | 6,1     | 8,600   |        | 14,700 | Q    |
| 9         | Zhang Boheng (CHN)           | 6,0     | 8,666   |        | 14,666 | –    |
| 10        | Asher Hong (USA)             | 6,0     | 8,633   |        | 14,633 | R1   |
| 11        | İbrahim Çolak (TUR)          | 5,9     | 8,633   |        | 14,533 | R2   |
| 12        | Tanigawa Wataru (JPN)        | 6,0     | 8,466   |        | 14,466 | R3   |
| Referens: |                              |         |         |        |        |      |

Reserverna för bygelhästens final var:
1. Asher Hong (USA)
2. İbrahim Çolak (TUR)
3. Tanigawa Wataru (JPN)

Eftersom bara två gymnaster från varje nation kunde gå till final eller stå som reserv gick inte den här idrottaren vidare:
- Zhang Boheng (CHN)

## Final
| Plac.     | Gymnast                      | D-poäng | E-poäng | Straff | Totalt |
| --------- | ---------------------------- | ------- | ------- | ------ | ------ |
| 1         | Liu Yang (CHN)               | 6,4     | 8,900   |        | 15,300 |
| 2         | Zou Jingyuan (CHN)           | 6,4     | 8,833   |        | 15,233 |
| 3         | Eleftherios Petrounias (GRE) | 6,3     | 8,800   |        | 15,100 |
| 4         | Samir Aït Saïd (FRA)         | 6,1     | 8,900   |        | 15,000 |
| 5         | Adem Asil (TUR)              | 6,4     | 8,566   |        | 14,966 |
| 6         | Vahagn Davtyan (ARM)         | 6,0     | 8,866   |        | 14,866 |
| 7         | Harry Hepworth (GBR)         | 6,1     | 8,700   |        | 14,800 |
| 8         | Glen Cuyle (BEL)             | 6,3     | 7,533   |        | 13,833 |
| Referens: |                              |         |         |        |        |